# Championnat d'Égypte de football 2020-2021
Navigation
Édition précédente Édition suivante
La saison 2020-2021 du championnat d'Égypte de football est la 63e édition du championnat de première division égyptienne. Les dix-huit clubs engagés sont regroupés au sein d'une poule unique où ils s'affrontent à deux reprises. En fin de saison, les trois derniers du classement sont relégués et remplacés par les trois meilleures formations de D2.
Al Ahly défend son titre de champion, c'est son 5e titre successif. Avec 42 titres de champion il est le club le plus titré d'Égypte.

## Participants
- Al Ahly Sporting Club
- Al Entag Al Harby
- Al-Masry Club
- Arab Contractors SC
- El Gouna FC
- National Bank of Egypt SC  - Promu de D2
- ENPPI Club
- Ghazl El Mahallah - Promu de D2
- Pyramids FC
- Assouan Sporting Club
- Ittihad Alexandrie
- Ismaily Sporting Club
- Misr El Maqasa
- Ceramica Cleopatra FC - Promu de D2
- Smouha Sporting Club
- Tala'ea El Geish
- Wadi Degla Sporting Club
- Zamalek Sporting Club

## Déroulement de la saison
La saison devait démarrer en juillet, mais à la suite des reports de la saison précédente elle ne démarrera qu'en décembre.

## Joueurs étrangers
Les clubs n'ont droit qu'à quatre joueurs étrangers (la saison passée ils avaient droit à 7 joueurs). les joueurs de l'Union nord-africaine de football ne sont pas considérés comme des étrangers, ni ceux provenant de la Palestine ou de la Syrie.

## Compétition

### Classement
| Rang | Équipe                      | Pts  | J  | G  | N  | P  | Bp | Bc | Diff |
| ---- | --------------------------- | ---- | -- | -- | -- | -- | -- | -- | ---- |
| 1    | Zamalek Sporting Club C     | 80   | 34 | 24 | 8  | 2  | 61 | 31 | +30  |
| 2    | Al Ahly Sporting Club T     | 76   | 34 | 22 | 10 | 2  | 72 | 29 | +43  |
| 3    | Pyramids FC                 | 55   | 34 | 13 | 16 | 5  | 51 | 37 | +14  |
| 4    | Smouha Sporting Club        | 54   | 34 | 12 | 18 | 4  | 54 | 41 | +13  |
| 5    | Al-Masry Club               | 50   | 34 | 13 | 11 | 10 | 44 | 38 | +6   |
| 6    | ENPPI Club                  | 49   | 34 | 12 | 13 | 9  | 37 | 35 | +2   |
| 7    | Ittihad Alexandrie          | 48   | 34 | 12 | 12 | 10 | 35 | 35 | 0    |
| 8    | Tala'ea El Geish            | 42   | 34 | 10 | 12 | 12 | 41 | 37 | +4   |
| 9    | Arab Contractors SC         | 41   | 34 | 11 | 8  | 15 | 37 | 45 | -8   |
| 10   | Ceramica Cleopatra FC P     | 39   | 34 | 8  | 15 | 11 | 41 | 46 | -5   |
| 11   | Ismaily Sporting Club       | 38-3 | 34 | 10 | 11 | 13 | 42 | 44 | -2   |
| 12   | El Gouna FC                 | 38   | 34 | 8  | 14 | 12 | 36 | 41 | -5   |
| 13   | Misr El Maqasa              | 38   | 34 | 10 | 8  | 16 | 36 | 54 | -18  |
| 14   | National Bank of Egypt SC P | 35   | 34 | 6  | 17 | 11 | 39 | 44 | -5   |
| 15   | Ghazl El Mahallah P         | 35   | 34 | 7  | 14 | 13 | 28 | 41 | -13  |
| 16   | Wadi Degla Sporting Club    | 30   | 34 | 5  | 15 | 14 | 29 | 38 | -9   |
| 17   | Al Entag Al Harby           | 28   | 34 | 5  | 13 | 16 | 35 | 60 | -25  |
| 18   | Assouan Sporting Club       | 27   | 34 | 6  | 9  | 19 | 29 | 61 | -32  |

| Légende : Qualifications et relégations | Légende : Qualifications et relégations                                |
| --------------------------------------- | ---------------------------------------------------------------------- |
|                                         | Qualification pour la Ligue des champions de la CAF 2021-2022          |
|                                         | Qualification pour la Coupe de la confédération 2021-2022              |
|                                         | Relégation directe en Second Division                                  |
|                                         | T : Tenant du titre C : Vainqueur de la Coupe d'Égypte P : Promu de D2 |

- Le championnat se terminant après la date limite d'inscription aux compétitions continentales, c'est le classement après la 29e journée qui détermine les qualifications aux compétitions de la CAF.

## Bilan de la saison
| Championnat d'Égypte de football 2020-2021 |                                   |
| Champion                                   | Zamalek Sporting Club (13e titre) |
| Coupes et trophées                         |                                   |
| Vainqueur de la Coupe d'Égypte 2020-2021   | Zamalek Sporting Club             |
| Qualifications continentales               |                                   |
| Ligue des champions de la CAF 2021-2022    | Zamalek Sporting Club             |
| Ligue des champions de la CAF 2021-2022    | Al Ahly Sporting Club             |
| Coupe de la confédération 2021-2022        | Pyramids FC                       |
| Coupe de la confédération 2021-2022        | Al-Masry Club                     |
| Promotions et relégations                  |                                   |
| Promus en Premier League                   | Eastern Company SC                |
| Promus en Premier League                   | Coca-Cola FC                      |
| Promus en Premier League                   | Pharco FC                         |
| Relégués en Second League                  | Wadi Degla Sporting Club          |
| Relégués en Second League                  | Al Entag Al Harby                 |
| Relégués en Second League                  | Assouan Sporting Club             |